# John Lawrence Smith
John Lawrence Smith (17 de dezembro de 1818 — Louisville, 12 de outubro de 1883) foi um químico estadunidense.